# Hồng Châu (diễn viên)
Hồng Châu (sinh ngày 25 tháng 6 năm 1979) là một nữ diễn viên người Mỹ gốc Việt. Cô được biết đến nhiều nhất qua màn hóa thân nữ y tá Liz trong bộ phim The Whale (2022) với hàng loạt đề cử giải thưởng danh giá, trong đó có giải Oscar, giải SAG và giải BAFTA. Bước đột phá đầu tiên trong sự nghiệp được giới chuyên môn công nhận của Hồng Châu đến từ vai diễn Trần Ngọc Lan – một nhà hoạt động chính trị bị cụt chân trong bộ phim khoa học viễn tưởng Downsizing (2017) đã giúp cô ghi tên vào danh sách đề cử giải Quả cầu vàng cho nữ diễn viên phụ xuất sắc nhất. Tạp chí Variety vào năm 2022 nhận định "Hồng Châu rất sung sức trong những năm gần đây" và đã có "một bước ngoặt được hoan nghênh" nhờ màn trình diễn ấn tượng trong hai tác phẩm Watchmen (2019) và Homecoming (2018–2020).
Giai đoạn đầu sự nghiệp, cô chủ yếu góp mặt ở một số phim truyền hình với tư cách khách mời cho đến khi được giao vai diễn chính thức đầu tiên trong series Treme (2010–2013) và phim điện ảnh Inherent Vice (2014) khi đang ở độ tuổi 30. Sau Downsizing, cô bắt đầu nhận được nhiều lời mời xuất hiện trên màn ảnh hơn với đa dạng vai trò, nổi bật nhất trong đó phải kể đến như American Woman và Driveways. Đến năm 2022, Hồng Châu tiếp tục được giới phê bình đánh giá cao nhờ lối nhập vai linh hoạt qua nhiều dự án điện ảnh chất lượng như Showing Up, The Menu và The Whale.
Hồng Châu sinh trưởng trong một gia đình có cha mẹ là người Việt Nam sống trong trại tị nạn tại Thái Lan sau khi rời đất nước vào cuối những năm 1970. Một nhà thờ Công giáo Việt Nam tại thành phố New Orleans thuộc tiểu bang Louisiana đã bảo trợ cho gia đình cô chuyển đến Hoa Kỳ. Châu theo học chuyên ngành về điện ảnh tại Viện Đại học Boston trước khi chính thức theo đuổi sự nghiệp diễn xuất chuyên nghiệp sau này.

## Những năm đầu đời
Trước khi ra đời, bố mẹ và hai người anh trai của Hồng Châu sống tại Việt Nam. Năm 1979, gia đình cô là một trong số những thuyền nhân rời bỏ đất nước, xuyên suốt chặng đường vượt biên, bố cô bị bắn đến suýt chết trong khi mẹ đã mang thai cô được sáu tháng. Hồng Châu sau đó được sinh ra trong trại tị nạn ở Thái Lan vào ngày 25 tháng 6 cùng năm. Một nhà thờ Công giáo Việt Nam ở New Orleans, Hoa Kỳ đã thu xếp để một gia đình người Việt bản xứ bảo lãnh thân nhân cô sang Mỹ. Châu lớn lên dùng tiếng Việt như ngôn ngữ mẹ đẻ của mình và sau đó học tiếng Anh tại trường. Cả nhà cô trọ trong một căn hộ tập thể và tận dụng các chương trình ăn trưa được chính phủ trợ cấp. Khó khăn là thực tế đơn giản của cuộc sống, làm việc chăm chỉ là một đức tính tốt và tự thương hại không có trong từ điển sống của gia đình cô.
— Hồng Châu tâm sự về lời dạy của người thân lúc còn nhỏ
Hồng Châu sinh trưởng ở miền đông thành phố New Orleans. Tại đây, cô theo học lần lượt tại trường trung học cơ sở Eleanor McMain và trung học phổ thông Benjamin Franklin. Sau đó tốt nghiệp Trường Toán, Khoa học và Nghệ thuật Louisiana ở thành phố Natchitoches, tiểu bang Louisiana. Cha mẹ cô làm lao động tay chân để nuôi sống gia đình và bảo đảm các con có thể vào được đại học sau này. Tuy nhiên, Hồng Châu cho biết bố mẹ thường bị người đời xa lánh vì họ là dân châu Á di cư cùng thứ tiếng Anh bồi rất nặng ngữ điệu Việt. Cô nói: "Trong suốt cuộc đời mình, tôi luôn cảm thấy được bố mẹ chấp nhận nhiều hơn. Và họ lúc nào cũng đứng phía sau, hoặc ẩn mình trong một góc nào đó."
Thời gian đầu khi mới qua Mỹ, gia đình Châu cần rất nhiều sự giúp đỡ từ cộng đồng, bản thân cô cũng cần được hỗ trợ trong các bữa ăn trưa khi theo học trường công. Cho đến khi nhận được Pell Grants (một khoản trợ cấp giáo dục của chính phủ liên bang Hoa Kỳ hỗ trợ học phí cho những sinh viên gặp khó khăn), cô mới có thể nộp đơn vào Đại học Boston tại Massachusetts. Nghe theo lời khuyên từ bố mẹ, cô từ bỏ ngành luận văn sáng tạo và theo học điện ảnh vì họ muốn cô tìm kiếm một công việc nào đó thiết thực hơn. Hồng Châu chọn bộ môn nghệ thuật thứ bảy vì cô muốn thử thách bản tính sống nội tâm của mình. Châu tham gia trong nhiều phim ngắn của hội sinh viên ở trường và được bạn học khuyến khích theo đuổi nghiệp diễn. Sau khi tốt nghiệp, cô nhận việc cho hãng PBS  và mong muốn có một sự nghiệp trong lĩnh vực phim tài liệu. Hồng Châu bắt đầu tham gia các lớp học nói trước đám đông và kỹ thuật ứng biến ngẫu hứng trong diễn xuất để vượt qua tính cách hướng nội. Đến khi gặp được một vị đạo diễn truyền hình sitcom, anh đã thuyết phục cô chuyển đến Los Angeles nhằm tìm kiếm cơ hội thành công tại đó. 

## Sự nghiệp diễn xuất

### 2006–2017: Khởi nghiệp bước đầu và đột phá vớiDownsizing
2006 là năm Hồng Châu bước chân vào lĩnh vực diễn xuất chuyên nghiệp. 
Thời gian đầu, sự nghiệp của cô chỉ quanh quẩn với một vài vai khách mời trong những bộ phim truyền hình như The Sarah Silverman Program, How I Met Your Mother và NCIS... Đến đầu thập niên 2010, cô mới nhận được vai diễn truyền hình chính thức trong series Treme (2010–2013) – loạt phim được đề cử giải Emmy lấy bối cảnh tại thành phố New Orleans. Sau đó cô tiếp tục đảm nhận vai điện ảnh đầu tiên trong Inherent Vice - Top 10 bộ phim xuất sắc nhất năm 2014 của nhiều nhà phê bình phim đương đại. Tuy nhiên, sự nghiệp của Châu vẫn không mấy tiến triển khi liên tiếp hai năm sau đó, cô không thể tham gia casting cho bất kì một vai diễn điện ảnh nào khác. Năm 2015, với vai trò là diễn viên chính trong vở kịch John chuyển thể từ tác phẩm Broadway cùng tên của nhà soạn kịch từng đoạt giải Pulitzer Annie Baker, Châu xem đây là kinh nghiệm quý báu để trau dồi kỹ năng diễn xuất của mình. Cô nói: "Nó đã thay đổi cách tôi nhìn nhận bản thân. Vì kể cả sau Inherent Vice, tôi vẫn không rõ liệu mình có phải là một diễn viên giỏi hay không? Có rất nhiều diễn viên châu Á đã đóng kịch ở New York, tại sao họ lại gọi tôi? Nhưng, nó đã xảy ra, và toàn bộ trải nghiệm đó thực sự đã thay đổi cuộc đời tôi. Đây một vai diễn lớn và rất khó. Nếu tôi có thể làm điều này, tôi có thể làm bất cứ thứ gì."
Cây bút Andrea Mandell của tờ USA Today nhận định khi Châu trượt đề cử giải Oscar.
Hai năm sau, cô được giao một vai phụ trong series phim truyền hình ngắn của đài HBO Big Little Lies sánh vai cùng với Nicole Kidman và Reese Witherspoon. Cùng năm đó, cánh cửa thành công bất ngờ đến với Hồng Châu khi màn hóa thân của cô trong bộ phim Downsizing (2017) nhận về nhiều đánh giá tích cực. Dù chỉ là vai phụ nhưng cô vẫn được một bộ phận không nhỏ giới phê bình xem đây là màn trình diễn nổi bật nhất trong phim bên cạnh dàn diễn viên gạo cội như Matt Damon và Christoph Waltz. Tuy vậy, một số cây bút lại cho rằng nhân vật Trần Ngọc Lan do Hồng Châu thủ vai vẫn đi vào lối mòn, rập khuôn bởi kiểu nói tiếng Anh bồi, mang nặng âm điệu châu Á mà cô thể hiện trong phim. Về phía mình, Châu lại thấy nhân vật của cô "rất đa diện, phức tạp và hình ảnh được xây dựng tốt". Bất chấp xung quanh những tranh cãi, vai diễn đã mang về cho Hồng Châu hai đề cử giải thưởng lớn đầu tiên trong sự nghiệp là Quả Cầu Vàng và SAG.  Đồng thời cô được xem là ứng cử viên tiềm năng cho giải Oscar nữ phụ tại Lễ trao giải Viện Hàn Lâm lần thứ 90. Tuy nhiên, Châu bất ngờ không có tên trong danh sách ngay giờ phút công bố.

### 2018–2020: Thành công nối tiếp và vai chính đầu tiên

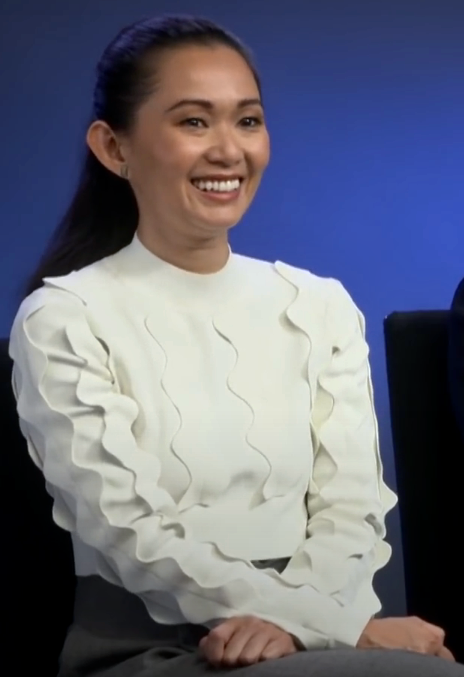
Hồng Châu tại buổi phỏng vấn cho MTV vào năm 2018.

Sau Downsizing, Hồng Châu bắt đầu được chú ý rộng rãi và đến năm 2018, cô là một trong số 928 cá nhân được Viện Hàn lâm Khoa học và Nghệ thuật Điện ảnh mời kết nạp thành viên. Cùng năm đó, cô xuất hiện với đa dạng vai trò ở nhiều dự án như khách mời trong một số phim truyền hình bao gồm BoJack Horseman, Forever hoặc đóng vai phụ là thư ký công ty trong mùa đầu tiên của series Homecoming. Alison Herman của website The Ringer cho biết nếu là diễn viên khác, họ sẽ tìm cách tích lũy nhiều vai diễn định kỳ hơn ở mảng phim dài tập, tuy nhiên: "Trong Kỷ nguyên truyền hình đỉnh cao như hiện nay, Châu đã lựa chọn khôn khéo hơn nhiều bằng cách nhận lời tham gia vài vai nhỏ lẻ trong một số chương trình truyền hình được giới phê bình đánh giá cao... Châu hưởng lợi từ uy tín của những loạt phim này và ngược lại các chương trình sẽ hưởng lợi từ tài năng của cô ấy." Rebecca Sun của tờ The Hollywood Reporter thì nhận định kể từ thành công của Downsizing, "Châu đã xuất hiện trong một loạt dự án chất lượng được giới phê bình công nhận."
Hồng Châu chính thức nhận vai chính đầu tiên trong phim Driveways và American Woman, cả hai đều được công chiếu tại các liên hoan phim uy tín vào năm 2019. Trước đó Châu đã biết đến bộ phim Spa Night của đạo diễn Andrew Ahn nên khi anh liên hệ đề nghị một vai diễn trong Driveways, cô đã sẵn sàng nhận lời. Phim nhận về nhiều đánh giá tích cực, bản thân Châu được giới phê bình khen ngợi khi nhập vai người mẹ đơn thân dọn dẹp ngôi nhà sau khi chị ruột qua đời, vai diễn sau đó giúp cô nhận thêm đề cử giải Tinh thần độc lập cho nữ diễn viên chính xuất sắc nhất đầu tiên trong sự nghiệp. Cùng năm đó, Châu được lựa chọn vào vai tỷ phú Bà Triệu trong loạt phim nổi tiếng giành giải Emmy - Watchmen, nhà phê bình truyền hình Tim Goodman của tờ The Hollywood Reporter nhận định đây là "màn trình diễn đặc biệt, đáng nhớ" của loạt phim. Sau khi phát hành Driveways dưới hình thức video theo yêu cầu, Maria Fontoura của tờ Rolling Stone nhận xét Châu có "sự kiên trì tuyệt vời trong từng vai diễn... Cho dù cô ấy nhập vai một tên trùm bí ẩn, một thư ký bí mật hay một bà mẹ đơn thân đau buồn, nữ diễn viên đều rất cứng rắn, thông minh và mạnh mẽ."
Vào tháng 5 năm 2020, Hồng Châu trở lại với vai diễn lớn hơn trong mùa thứ hai của loạt phim Homecoming, cô chuyển từ thư ký thành giám đốc điều hành công ty nổi tiếng. Stacy Lambe của Entertainment Tonight cho biết Châu "đã trở thành một thứ gì đó giống như kẻ ăn cắp cảnh trong những năm qua. Điều đáng chú ý về hầu hết các dự án truyền hình của cô ấy là chúng có sự góp mặt của dàn diễn viên da màu đa dạng, những người tỏa sáng theo những cách không thể ngờ tới". Bên cạnh đó, nữ diễn viên còn góp mặt trong dự án Artemis Fowl của Disney với vai Opal Koboi, song đã bị cắt khi ra rạp, chỉ giữ lại giọng nói và tên cô cũng không được liệt kê trong danh sách dàn diễn viên thủ vai. Tuy nhiên, cảnh phim của cô vẫn được giữ nguyên ở phiên bản trực tuyến Disney+.

### 2021–hiện tại: Hành trình đến với giải Oscar

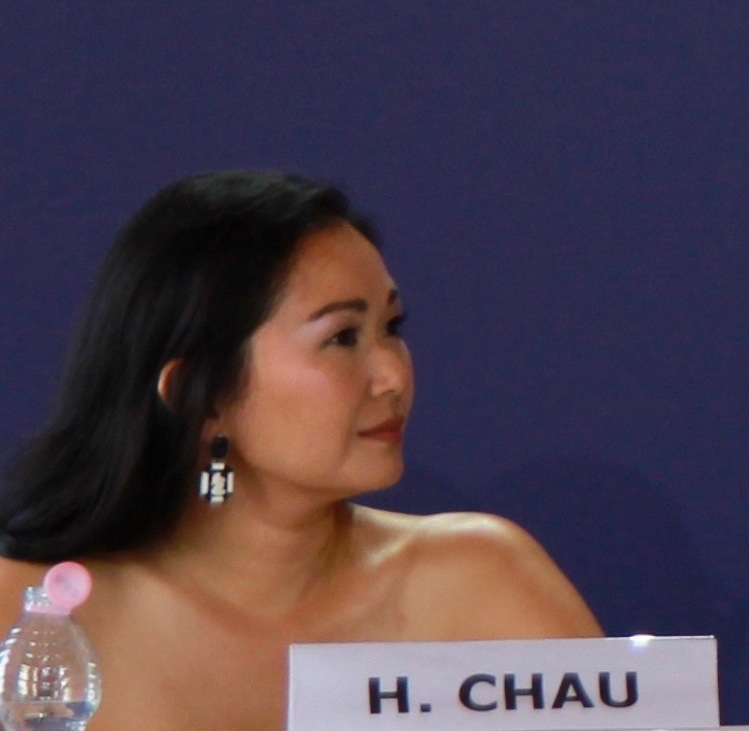
Châu tại một hội thảo cho The Whale vào năm 2022.

Hồng Châu đã dành phần lớn thời gian của năm 2020 ở nhà vì tình trạng phong tỏa khẩn cấp do đại dịch COVID-19 diễn ra tại Hoa Kỳ, cô hạ sinh một bé gái vào tháng 11 năm đó. Đến năm 2021, sau khi dịch bệnh được kiểm soát một phần, cơ hội đến liên tục khi Châu tham gia ghi hình tổng cộng bốn bộ phim The Whale, Showing Up, The Menu và Asteroid City. Được đích thân đạo diễn Darren Aronofsky mời thử vai nữ y tá trong The Whale, tuy nhiên Châu cho biết cô chần chừ sau khi đọc kịch bản vì ban đầu nhân vật không được xây dựng dành cho người châu Á, cô tâm sự: "Tôi không nghĩ mình đã ở đúng thời điểm trong đời để đảm nhận một việc như thế. Nó sẽ tốn rất nhiều công sức và tôi chỉ đơn giản cảm thấy mình không thể làm được...tôi còn con của mình nữa." Một tuần trôi qua kể từ lúc nhận bản thảo, Châu cuối cùng cũng quyết định thử sức sau khi được người đại diện thuyết phục. Đối với The Menu, cô là fan hâm mộ của phim truyền hình Succession và muốn hợp tác với Mark Mylod - người đã đạo diễn hơn chục tập trong loạt phim này nên đã nhận lời. Ngoài ra, cô cũng muốn làm việc cùng với nam diễn viên Ralph Fiennes.
Showing Up công chiếu vào tháng 5 năm 2022 tại Liên hoan phim Cannes 2022, bốn tháng sau, The Whale có màn ra mắt tại Liên hoan phim quốc tế Venice lần thứ 79 và cuối cùng là The Menu trình làng tại Liên hoan phim quốc tế Toronto 2022. Cả ba bộ phim đều được giới phê bình và công chúng đón nhận. Châu tâm sự cô mang đến cho các đạo diễn "rất nhiều cách đọc lời thoại và phản ứng mỗi khi họ hô action". Bên cạnh đó, tờ Variety nhận định thêm: "Điều đó dẫn đến một chuỗi các màn trình diễn linh hoạt đáng chú ý, ngôi sao đã quay trở lại."
Bất chấp nhiều lời chỉ trích vì khắc họa nhân vật chính mang hội chứng béo phì, giới chuyên môn vẫn đánh giá tích cực cho vai diễn của Châu trong The Whale. Los Angeles Times viết: "...Cô ấy nằm trong số những người tạo nên tiếng vang Oscar cho bộ phim." Trong khi đó, Matthew Creith của tờ Out Font nhận định: "Điểm nổi bật ở The Whale đến từ sự thay đổi xuất sắc của Hồng Châu. Người đã mang đến màn trình diễn đáng nhớ trong một phân đoạn quan trọng giúp cân bằng hành vi kỳ quặc của nhân vật chính”. Đến ngày 24 tháng 1 năm 2023 (tối mùng 3 Tết theo giờ Việt Nam), Hồng Châu được Viện Hàn Lâm Hoa Kỳ xướng tên trong danh sách đề cử nữ phụ xuất sắc nhất, chính thức giúp cô trở thành nữ diễn viên gốc Việt đầu tiên được đề cử giải Oscar ở hạng mục diễn xuất.
Ngoài ra, cô tiếp tục xuất hiện với tư cách khách mời trong một tập của loạt phim Poker Face ra mắt vào tháng 1 năm 2023. Do trước đó đã quen thuộc với tác phẩm The Shield và Terriers của tác giả Shawn Ryan nên Châu chấp nhận cơ hội làm việc với ông. Việc đồng ý nhận vai trong series truyền hình kinh dị về âm mưu chính trị The Night Agent của Netflix là một chương mới trong sự nghiệp vì trước đây Châu chưa từng được mời đóng thể loại phim này.

### Kế hoạch tương lai
Kể từ khi công chiếu lần đầu tại một liên hoan phim trong năm 2022, đến nay Showing Up sẽ có bản phát hành thương mại tại các rạp vào ngày 7 tháng 4 năm 2023. Sau giải Oscar, Châu được các nhà làm phim lựa chọn tham gia vào hàng loạt những dự án mới, cô quay trở lại màn ảnh với tác phẩm chính kịch Asteroid City quy tụ dàn diễn viên gạo cội của làng điện ảnh như Tom Hanks, Tilda Swinton, Adrien Brody... và And bên cạnh minh tinh thực lực Emma Stone, Jesse Plemons, Willem Dafoe... Đến tháng 2 năm 2023, Hồng Châu  tiếp tục được chọn mặt gửi vàng gia nhập vào The Instigators, đây là dự án đánh dấu màn tái ngộ lần hai của cô với Matt Damon sáng vai cùng với ba tài tử Casey Affleck, Paul Walter Hauser và Michael Stuhlbarg.

## Đời tư
Kể từ tháng 5 năm 2020, Hồng Châu bắt đầu nhận nuôi một chú chó lai giữa hai chủng Rottweiler và chó chăn cừu Úc. Đến tháng 11 cùng năm, cô sinh một bé gái.

## Tác phẩm tham gia

### Điện ảnh
| Năm  | Tên phim        | Vai diễn      | Ghi chú                                              |
| ---- | --------------- | ------------- | ---------------------------------------------------- |
| 2014 | Inherent Vice   | Jade          |                                                      |
| 2017 | Downsizing      | Trần Ngọc Lan |                                                      |
| 2018 | Duck Butter     | Glow          |                                                      |
| 2019 | Driveways       | Kathy         |                                                      |
| 2019 | American Woman  | Jenny Shimada |                                                      |
| 2020 | Artemis Fowl    | Opal Koboi    | Lồng tiếng; xuất hiện trong cảnh bị cắt              |
| 2022 | Showing Up      | Jo Trần       |                                                      |
| 2022 | The Whale       | Liz           | Đề cử giải Oscar cho nữ diễn viên phụ xuất sắc nhất. |
| 2022 | The Menu        | Elsa          |                                                      |
| 2023 | Asteroid City   | Polly         |                                                      |
| TBA  | And             | TBA           | Hậu kỳ                                               |
| TBA  | The Instigators | TBA           | Hậu kỳ                                               |

### Truyền hình
| Năm       | Tên phim                       | Vai diễn                     | Ghi chú                     |
| --------- | ------------------------------ | ---------------------------- | --------------------------- |
| 2006      | Finding My America             | Minh                         | Tập: "The Road Trip Begins" |
| 2008      | The Sarah Silverman Program    | Nhân viên massage gốc Á      | Tập: "Patriot Tact"         |
| 2010      | How I Met Your Mother          | Cook Pu                      | Tập: "Perfect Week"         |
| 2010      | Trenches                       | Spc. Wing                    | Vai chính (10 Tập)          |
| 2010      | NCIS                           | F.B.I. Lab Tech Molly Choi   | Tập: "Jurisdiction"         |
| 2010      | My Boys                        | Audrey                       | Tập: "Puss 'N' Glutes"      |
| 2010      | $#*! My Dad Says               | DJ                           | Tập: "Code Ed"              |
| 2011–2013 | Treme                          | Linh                         | 13 Tập                      |
| 2012      | CSI: Crime Scene Investigation | Julie Blanch                 | Tập: "Ms. Willows Regrets"  |
| 2012      | Good Luck Charlie              | Theresa                      | Tập: "Welcome Home"         |
| 2014–2015 | A to Z                         | Lora                         | Vai chính (13 Tập)          |
| 2017      | Big Little Lies                | Jackie                       | 6 Tập                       |
| 2017      | American Dad!                  | Korean Spy (lồng tiếng)      | Tập: "Casino Normale"       |
| 2018      | BoJack Horseman                | Pickles Aplenty (lồng tiếng) | 5 Tập                       |
| 2018      | Forever                        | Sarah                        | Tập: "Andre and Sarah"      |
| 2018–2020 | Homecoming                     | Audrey Temple                | Vai chính (11 Tập)          |
| 2019      | Watchmen                       | Bà Triệu                     | Vai chính (4 Tập)           |
| 2023      | Poker Face                     | Marge                        | Tập: "The Night Shift"      |
| 2023      | The Night Agent                | Diane Farr                   | Vai chính (10 Tập)          |

### Sân khấu
| Năm  | Tên vở diễn | Vai diễn | Ghi chú      |
| ---- | ----------- | -------- | ------------ |
| 2015 | John        | Jenny    | Off-Broadway |

## Giải thưởng
| Năm  | Tên phim      | Giải thưởng                                                                      | Lễ trao giải | Kết quả   | Nguồn  |
| ---- | ------------- | -------------------------------------------------------------------------------- | ------------ | --------- | ------ |
| 2014 | Inherent Vice | Giải Tinh thần Độc lập Robert Altman                                             | Lần thứ 30   | Đoạt giải | [ 55 ] |
| 2017 | Downsizing    | Giải sự lựa chọn của các nhà phê bình cho Nữ diễn viên phụ xuất sắc nhất         | Lần thứ 23   | Đề cử     | [ 56 ] |
| 2017 | Downsizing    | Giải Hiệp hội phê bình phim Florida cho Nữ diễn viên phụ xuất sắc nhất           | Vào năm 2017 | Đề cử     | [ 57 ] |
| 2017 | Downsizing    | Giải Quả cầu vàng cho Nữ diễn viên phụ xuất sắc nhất – Phim điện ảnh             | Lần thứ 75   | Đề cử     | [ 58 ] |
| 2017 | Downsizing    | Giải Virtuosos của Liên hoan phim Quốc tế Santa Barbara                          | Vào năm 2018 | Vinh danh | [ 59 ] |
| 2017 | Downsizing    | Giải Nghiệp đoàn Diễn viên Màn ảnh cho Nữ diễn viên phụ xuất sắc nhất            | Lần thứ 24   | Đề cử     | [ 60 ] |
| 2017 | Downsizing    | Giải Hiệp hội phê bình phim St. Louis Gateway cho Nữ diễn viên phụ xuất sắc nhất | Vào năm 2017 | Đề cử     | [ 61 ] |
| 2019 | Driveways     | Giải Tinh thần độc lập cho Nữ diễn viên chính xuất sắc nhất                      | Lần thứ 35   | Đề cử     | [ 62 ] |
| 2020 |               | Giải Tinh thần Maverick từ Liên hoan phim Cinequest                              | Lần thứ 30   | Vinh danh | [ 64 ] |
| 2022 | The Whale     | Giải Oscar cho Nữ diễn viên phụ xuất sắc nhất                                    | Lần thứ 95   | Đề cử     | [ 65 ] |
| 2022 | The Whale     | Giải Liên minh nữ nhà báo hoạt động điện ảnh cho Nữ diễn viên phụ xuất sắc nhất  | Vào năm 2022 | Đề cử     | [ 66 ] |
| 2022 | The Whale     | Giải BAFTA cho Nữ diễn viên phụ xuất sắc nhất                                    | Lần thứ 76   | Đề cử     | [ 67 ] |
| 2022 | The Whale     | Giải Hiệp hội phê bình phim Chicago cho Nữ diễn viên phụ xuất sắc nhất           | Vào năm 2022 | Đề cử     | [ 68 ] |
| 2022 | The Whale     | Giải Hiệp hội phê bình phim Dallas–Fort Worth cho Nữ diễn viên phụ xuất sắc nhất | Lần thứ 28   | Đề cử     | [ 69 ] |
| 2022 | The Whale     | Giải phim độc lập Gotham cho Nữ diễn viên phụ xuất xuất sắc nhất                 | Lần thứ 32   | Đề cử     | [ 70 ] |
| 2022 | The Whale     | Giải Hiệp hội phê bình Hollywood cho Nữ diễn viên phụ xuất sắc nhất              | Lần thứ 6    | Đề cử     | [ 71 ] |
| 2022 | The Whale     | Giải Hiệp hội nhà báo điện ảnh Indiana cho Nữ diễn viên phụ xuất sắc nhất        | Vào năm 2022 | Đề cử     | [ 72 ] |
| 2022 | The Whale     | Giải Hiệp hội phê bình phim Las Vegas cho Nữ diễn viên phụ xuất sắc nhất         | Vào năm 2022 | Đề cử     | [ 73 ] |
| 2022 | The Whale     | Giải Hiệp hội phê bình điện ảnh Luân Đôn cho Nữ diễn viên phụ của năm            | Lần thứ 33   | Đề cử     | [ 74 ] |
| 2022 | The Whale     | Giải phê bình phim trực tuyến New York cho Nữ diễn viên phụ xuất sắc nhất        | Lần thứ 22   | Đoạt giải | [ 75 ] |
| 2022 | The Whale     | Giải Nghiệp đoàn Diễn viên Màn ảnh cho Nữ diễn viên phụ xuất sắc nhất            | Lần thứ 29   | Đề cử     | [ 76 ] |